# Винокуров, Вячеслав Петрович
Вячеслав Петрович Винокуров (24 ноября [7 декабря] 1913 — 30 ноября 1942 года) — Герой Советского Союза, участник трёх войн.

## Биография

### Происхождение
Родился 24 ноября (7 декабря) 1913 года в селе Репиновка (ныне Новосибирской области). Его мать, Раиса Константиновна Хатнова, выросла в городском приюте города Чебоксары. Отец, Винокуров Петр Львович, уроженец Чебоксар, работал сельским учителем. После женитьбы семья переехала жить в Сибирь. Но после смерти отца в 1921 году Винокуровы вернулись в Чебоксары.
После окончания обучения в школе ФЗУ работал слесарем Чебоксарской автобазы.

### Военная карьера
В 1933 году пошёл добровольцем в Красную Армию, и его определили в танковую часть.
В 1934 г. был направлен на обучение Саратовскую бронетанковую школу, которую окончил в 1936 году. После окончания обучения прибыл в одну из Дальневосточных танковых частей лейтенантом.
В 1938 году вступил в ВКП(б).
К началу боевых действий у озера Хасан летом 1938 года В. П. Винокуров являлся командиром взвода 303-го отдельного танкового батальона 32-й стрелковой дивизии.
Боевое крещение Вячеслав Винокуров выдержал у озера Хасан.
6 августа 1938 года танк Т-26 (экипаж: командир танка В. П. Винокуров, механик-водитель С. Н. Рассоха и исполнявший обязанности башенного стрелка комиссар Я. И. Ефимов), двигаясь к северо-западным скатам высоты Безымянная, атаковал японские позиции в районе высоты Безымянная, а затем начал движение по вершине сопки, разрушая японские окопы. В критический момент боя за высоту В. П. Винокуров заменил выбывшего из строя командира роты. Огнём японской противотанковой артиллерии танк был выведен из строя (первым попаданием снаряда была разбита гусеница, вторым — убит механик-водитель С. Н. Рассоха, третьим — разбит двигатель). Оборону обездвиженного танка Винокуров и Ефимов осуществляли в течение 27 часов, Винокуров вёл огонь из пушки и пулемёта танка по японским позициям до тех пор, пока не израсходовал боекомплект.
Приблизившиеся к танку Винокурова японские солдаты попытались открыть люки, но после того, как по ним открыла огонь советская артиллерия — бежали в окопы. Воспользовавшись ситуацией, Ефимов и Винокуров покинули танк и начали отступать к советским позициям, однако группа японских солдат начала их преследование.
Винокуров, забравший пистолет погибшего механика-водителя, вступил в бой с группой японских солдат, пытавшихся подползти к танку и сжечь его, а затем добрался до зарослей камыша, где оказал помощь раненому Ефимову и был обнаружен красноармейцами.
После окончания боевых действий у озера Хасан танк В. П. Винокурова был отремонтирован и возвращён в строй, в соответствии с приказом командира танкового батальона полковника М. В. Акимова его передали лучшему экипажу батальона. Вскоре после хасанских событий Винокурова назначили командиром танкового батальона.
Указом Президиума Верховного Совета СССР от 25 октября 1938 года за героизм, проявленный в боях у озера Хасан, В. П. Винокурову присвоено звание «Герой Советского Союза» и вручён орден Ленина.
После начала 30 ноября 1939 года финской войны, отправился добровольцем на фронт. В то время Вячеслав Петрович учился, но начальник академии с условием, что после войны Винокуров вернётся к учёбе, отпустил его на поле боя. На Финской войне он был командиром автомобильного батальона. В одном из сражений на Карельском перешейке его машина подорвалась на мине, взрыв оторвал всю пяточную часть левой стопы. В Ленинградском госпитале ему ампутировали ногу. Но Винокуров не хотел сдаваться. Уже в госпитале он начал тренироваться ходить. Он добился того, что танк снова стал подчиняться ему. Вячеславу разрешили продолжать занятия в академии. Вячеслав Петрович Винокуров совершил огромный подвиг — одержал победу над собой, своей нестерпимой болью. За это друзья прозвали его «Маресьевым танковых войск».
Перед началом Великой Отечественной войны Винокуров окончил обучение в Военной академии имени М. В. Фрунзе.
С октября 1941 года подполковник В. П. Винокуров командовал 200-й отдельной танковой бригадой, входившей в состав 6-го танкового корпуса, 30 ноября 1942 года он погиб в бою в районе деревни Никишкино Сычёвского района Смоленской области.
Похоронен на воинском кладбище № 1, в парке, в центре города Сычевка Смоленской области.

## Награды
- Медаль «Золотая Звезда» № 85 (25 октября 1938)[1]
- орден Ленина (25 октября 1938)[1]
- два ордена Красного Знамени[1]
- орден Отечественной войны 1-й  степени
- медали[1]

## Память
- в Новочебоксарске его именем названа главная улица города[1], также был нарисован его портрет на жилом здании.
- в Омске мемориальная доска установлена на аллее Славы 32-й стрелковой дивизии, открытой 5 мая 1985 года в парке Победы.